# Armatocereus oligogonus
Armatocereus oligogonus Rauh & Backeb. es una especie fanerógama perteneciente a la familia Cactaceae. 
Algunos autores lo consideran un sinónimo de Armatocereus matucanensis Backeb.

## Distribución
Es endémica de Sudamérica en Perú en el valle Ancabamba

## Descripción
Es un cactus arbolado columnar, de hasta 3 metros de altura; con tallos articulados; 4 o 5 costillas; y 1 o 2 espinas centrales de color gris con 8-12 radiales. Las flores son nocturnas de color blanco y tienen 5 cm de diámetro.

## Taxonomía
Armatocereus oligogonus fue descrita por Rauh & Backeb. y publicado en Descriptiones Cactacearum Novarum 1: 13. 1956[1957].
Etimología
Armatocereus: nombre genérico que proviene del latín armatus = "armado" y  cereus = "cirio".
El epíteto de la especie oligogonus se deriva de las palabras latinas oligos = "poco" y gonia = "por el borde" y se refiere a las costillas con algunos brotes.
Sinonimia
- Armatocereus ghiesbreghtii var. oligogonus[4][5]